# Estación Sáenz (Belgrano Sur)
Doctor Antonio Sáenz viaducto, más conocida como Sáenz o Sáenz elevada, es una estación ferroviaria del barrio porteño de Nueva Pompeya, Buenos Aires, Argentina.

## Ubicación
Se encuentra a metros de la intersección de las avenidas Sáenz y Perito Moreno, por donde pasan numerosas líneas de colectivos. A pocos metros de la estación se encuentra la Iglesia Nuestra Señora del Rosario de Nueva Pompeya, haciendo referencia a la aparición de la Virgen en la ciudad italiana de Pompeya.

## Servicios
La estación corresponde al Ferrocarril General Belgrano de la red ferroviaria argentina, en el ramal de la línea Belgrano Sur que conecta la estación Buenos Aires con las estación González Catán.
Se estima que en los próximos años tendrá conexión con la línea H del subte de Buenos Aires, siendo la primera estación de esta línea en tener combinación con este medio de transporte. Para la realización del viaducto que cruzará por arriba a la Avenida Sáenz y llegará a Constitución, se construyó una estación del lado oeste de la avenida que funciona como terminal provisoria de la línea hasta la finalización de la obra del viaducto La estación provisoria se inauguró en mayo de 2018. Luego de la clausura de línea hacia la Estación Buenos Aires, se procedió al retiro de vías y durmientes y la posterior demolición de la antigua estación Sáenz ubicada al este de la avenida del mismo nombre. Finalmente la nueva estación, que atraviesa la Avenida Sáenz, fue inaugurada el 25 de noviembre de 2019, prestando funciones para los servicios con coches motores a González Catán.

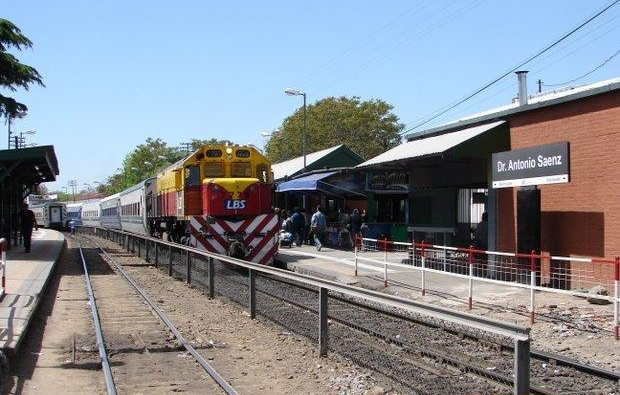
La estación original, antes de la construcción del viaducto.

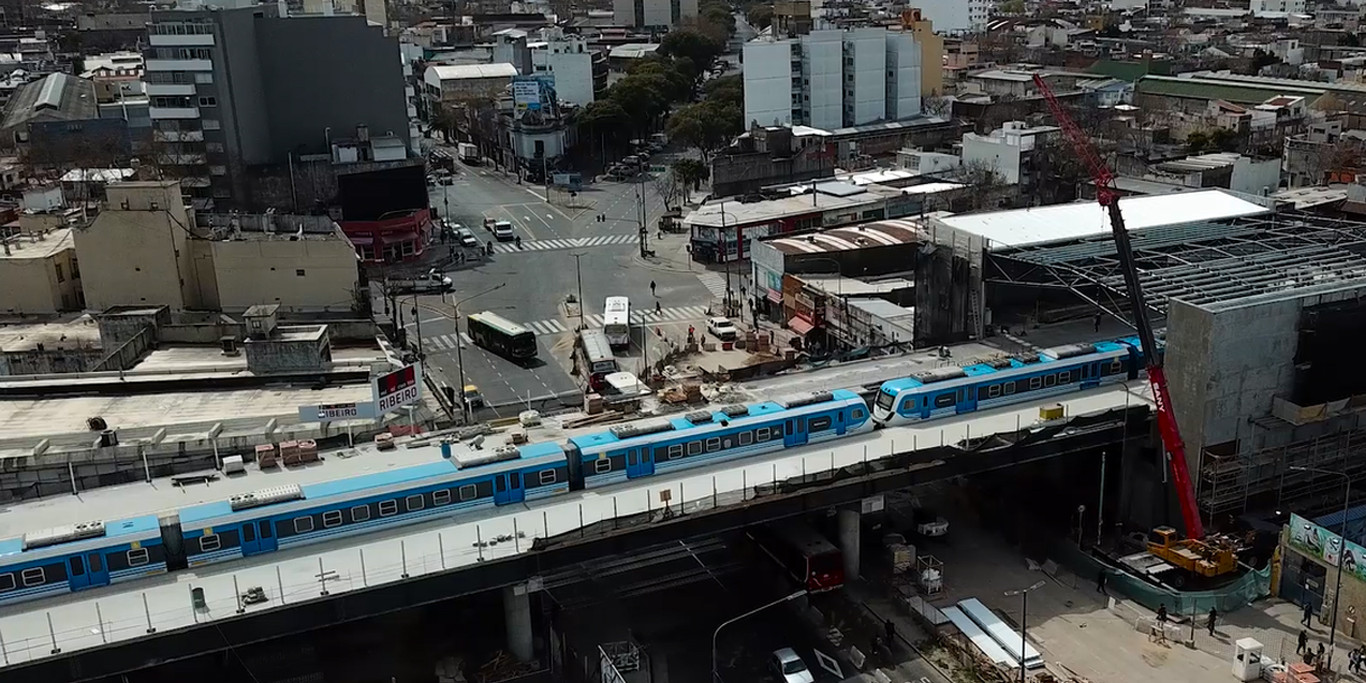
Viaducto y la nueva estación (en construcción) en 2019

## Empalme Sáenz
Poco después de la estación Sáenz, cruzando el paso a nivel de la avenida Sáenz, se encontraba el Empalme Sáenz, de donde se desprendía un desvío que daba ingreso a la playa de maniobras de Sáenz, la cual también daba comienzo al "bajo nivel": un desvío de 2600 metros que era utilizado por trenes cargueros para sortear la subida a la cuesta de la zona de puentes ("alto nivel"). Este bajo nivel cruzaba a nivel el ramal Villa Luro - Ingeniero Brian del Ferrocarril Oeste de Buenos Aires, circulaba por la fábrica de Alba, en la avenida Centenera, y se volvía a poner paralelo al terraplén a la altura de la calle Matanza, manteniendo este curso hasta unirse nuevamente a la vía principal en el Empalme Soldati, luego del paso a nivel de la calle Varela. Este bajo nivel también estuvo en uso hasta principios de los años 1990. Actualmente está clausurado, usurpado y con sus cambios en vía ascendente desmantelados.